# Giuseppe Piemontese
Giuseppe Piemontese (Monte Sant'Angelo, 24 aprile 1946) è un vescovo cattolico italiano, appartenente all'Ordine dei frati minori conventuali, dal 29 ottobre 2021 vescovo emerito di Terni-Narni-Amelia.

## Biografia
Nasce a Monte Sant'Angelo, in provincia di Foggia ed arcidiocesi di Manfredonia-Vieste-San Giovanni Rotondo, il 24 aprile 1946.

### Formazione e ministero sacerdotale
Frequenta gli studi nei seminari dell'Ordine francescano a Copertino, Osimo e Civitella del Tronto. Consegue la licenza in teologia presso la Pontificia facoltà teologica San Bonaventura a Roma e la laurea in diritto canonico.
Emette i voti temporanei l'8 settembre 1963 a Civitella del Tronto, quelli perpetui l'8 ottobre 1967 ad Altamura. È ordinato presbitero il 5 aprile 1971 a Monte Sant'Angelo dall'arcivescovo di Manfredonia ed amministratore apostolico di Vieste Valentino Vailati; appartiene alla provincia religiosa di Puglia dei santi Nicola ed Angelo dell'Ordine dei frati minori conventuali.
Dopo l'ordinazione è vice-parroco ed insegnante di religione a Monte Sant'Angelo dal 1971 al 1974, co-rettore del seminario minore dal 1971 al 1975 ed insegnante di religione a Bari dal 1974 al 1975. È vice-parroco ed insegnante di religione a Spinazzola fino al 1979, quando diviene padre guardiano e parroco della parrocchia di san Francesco a Bari dal 1979 al 1988.
Dal 1986 al 1989 è vicario foraneo del sesto vicariato dell'arcidiocesi di Bari-Bitonto; è padre guardiano ed animatore provinciale per la pastorale giovanile e vocazionale a Bari dal 1988 al 1991. Ritorna nella parrocchia di san Francesco come collaboratore ed è inoltre animatore della pastorale giovanile e vocazionale per la provincia religiosa dal 1991 al 1997. È nominato, nel 1996, moderatore del primo sinodo diocesano dell'arcidiocesi di Bari-Bitonto, incarico ricoperto fino al 2000. Presso il suo ordine è ministro provinciale della Puglia dei frati minori conventuali, dal 1997 al 2009. È membro del consiglio presbiterale dell'arcidiocesi di Bari-Bitonto dal 2002 al 2006, e membro della commissione presbiterale della regione ecclesiastica Puglia dal 2005 al 2009, quando diventa custode del Sacro Convento di Assisi, rettore della basilica di San Francesco e vicario episcopale per i santuari e le basiliche guidate dai frati minori conventuali in Assisi per la diocesi di Assisi-Nocera Umbra-Gualdo Tadino.
Nell'ottobre 2010 l'associazione "Città e Siti Italiani Patrimonio Unesco" gli consegna il secondo premio, destinato agli uomini e le donne che meglio hanno saputo rappresentare i quattro pilastri su cui poggia l'architettura concettuale di questa dell'organizzazione, cioè educazione, scienza, cultura e comunicazione.
Nel 2013 diventa padre guardiano del convento e rettore del santuario di san Giuseppe da Copertino a Copertino.
Per l'ordine di appartenenza è membro del consiglio di presidenza della conferenza dei ministri provinciali, mentre per la provincia religiosa di appartenenza ricopre gli incarichi di assistente regionale della gioventù francescana e dell'ordine francescano secolare, membro, segretario e vicario del definitorio provinciale, definitore provinciale e custode capitolare.

### Ministero episcopale
Il 16 aprile 2014 papa Francesco lo nomina vescovo di Terni-Narni-Amelia; riceve l'ordinazione episcopale il 21 giugno successivo, nella cattedrale di Terni, dal cardinale Gualtiero Bassetti, co-consacranti l'arcivescovo Vincenzo Paglia e il vescovo Ernesto Vecchi. Durante la stessa celebrazione prende possesso della diocesi.
Il 29 ottobre 2021 papa Francesco accoglie la sua rinuncia al governo pastorale della diocesi per raggiunti limiti d'età; gli succede Francesco Antonio Soddu, del clero di Sassari, fino ad allora direttore della Caritas Italiana. Da quel momento assume il titolo di vescovo emerito di Terni-Narni-Amelia ma rimane amministratore apostolico della medesima sede fino al 5 gennaio 2022 quando il suo successore prende possesso canonico della diocesi.
È stato delegato per la liturgia della Conferenza episcopale umbra.
Dal 15 settembre 2022 al 4 febbraio 2023 ricopre l'ufficio di amministratore apostolico di Cosenza-Bisignano, sede vacante dopo la scomparsa dell'arcivescovo Francescantonio Nolè.

## Genealogia episcopale e successione apostolica
La genealogia episcopale è:
- Cardinale Scipione Rebiba
- Cardinale Giulio Antonio Santori
- Cardinale Girolamo Bernerio, O.P.
- Arcivescovo Galeazzo Sanvitale
- Cardinale Ludovico Ludovisi
- Cardinale Luigi Caetani
- Cardinale Ulderico Carpegna
- Cardinale Paluzzo Paluzzi Altieri degli Albertoni
- Papa Benedetto XIII
- Papa Benedetto XIV
- Papa Clemente XIII
- Cardinale Marcantonio Colonna
- Cardinale Giacinto Sigismondo Gerdil, B.
- Cardinale Giulio Maria della Somaglia
- Cardinale Carlo Odescalchi, S.I.
- Cardinale Costantino Patrizi Naro
- Cardinale Lucido Maria Parocchi
- Papa Pio X
- Cardinale Gaetano De Lai
- Cardinale Raffaele Carlo Rossi, O.C.D.
- Cardinale Amleto Giovanni Cicognani
- Cardinale Giovanni Benelli
- Cardinale Silvano Piovanelli
- Cardinale Gualtiero Bassetti
- Vescovo Giuseppe Piemontese, O.F.M.Conv.

La successione apostolica è:
- Vescovo Francesco Antonio Soddu (2022)

## Araldica
| Stemma | Blasonatura |
| ------ | --- |
|        | Partito: al 1º d'oro ai tre rami di palma incrociati di verde sormontati da una stella (7) d'oro; al 2º d'azzurro al monte di tre vette d'oro uscente dalla punta e sormontato da due ali d'angelo dello stesso; al capo d'argento alla croce di bruno caricata del braccio di Cristo posto in banda incrociato al braccio di San Francesco posto in sbarra, moventi da una nuvola del campo.. Ornamenti esterni da vescovo. Motto Misericordia et laetitia. |